# Amiota phyllochaeta
Amiota phyllochaeta este o specie de muște din genul Amiota, familia Drosophilidae, descrisă de Tsacas și Toyohi Okada în anul 1983. Conform Catalogue of Life specia Amiota phyllochaeta nu are subspecii cunoscute.